# ゲオルク (バイエルン公)
ゲオルク（George, 1455年8月15日 - 1503年12月1日）は、最後の下バイエルン＝ランツフート公。ルートヴィヒ9世とザクセン選帝侯フリードリヒ2世の娘アマリアの子。

## 生涯
1475年、ポーランド王カジミェシュ4世の娘ヤドヴィガとランツフートで結婚した。この結婚式は盛大に執り行われ、ランツフートの結婚式として現在も4年に1度の祭典として開催される。
しかし、3人の息子に先立たれた為、甥で婿でもあるループレヒト（妹マルガレーテとプファルツ選帝侯フィリップの3男）を後継者に指名した。これに遠縁の上バイエルン＝ミュンヘン公アルブレヒト4世が反対、ゲオルクの死後ランツフート継承戦争が勃発、1505年にアルブレヒト4世がランツフートの大半を相続、残りはゲオルクの外孫にあたるオットー・ハインリヒ（ループレヒトの息子、ループレヒトは戦争中に急死）がプファルツ＝ノイブルク公として領有した。

## 子女
ヤドヴィガとの間に5人の子が生まれた。
1. ルートヴィヒ（1476年 - 1496年）
2. ループレヒト（1477年）
3. エリーザベト（1478年 - 1504年） - プファルツ選帝侯フィリップの3男ループレヒトと結婚。プファルツ＝ノイブルク公オットー・ハインリヒの母。
4. マルガレーテ（1480年 - 1531年） - ノイブルク・アン・デア・ドナウのベネディクト修道院長
5. ヴォルフガング（1482年）